# Slikkerveer
Slikkerveer (Uitspraak: Slikkeveer) is een dorp binnen de gemeente Ridderkerk, in de Nederlandse provincie Zuid-Holland. Het heeft 9.335 inwoners (2022) en ligt ten zuiden van de samenvloeiing van de rivieren de Noord en de Lek in de Nieuwe Maas op het eiland IJsselmonde.
Slikkerveer wordt van de dichtstbijzijnde Ridderkerkse wijk Bolnes in het noordwesten gescheiden door het Donckse Bos, waarin het nog steeds bewoonde 18e-eeuwse Huys ten Donck een vermeldenswaardig cultuurmonument is.
Het grootste winkelplein in Slikkerveer is het Dillenburgplein.

## Geschiedenis
In de 19e en 20e eeuw bevonden zich langs de rivieren diverse scheepswerven; Boele Bolnes, Schram, IHC Gusto, en de Groot & van Vliet. Ook was er de generatorenfabriek Smit Slikkerveer gevestigd (later Holec Ridderkerk en Brush en tegenwoordig Alstom). Het overgrote deel van de mannelijke inwoners was werkzaam bij een van deze bedrijven. Aan het eind van de 20e eeuw sloten vele werven hun poorten. Op deze meeste scheepswerflocaties bevinden zich nu woongebieden of andere industrieterreinen.

## RuïneHuys te Woude
In 1371 begon Willem van den Woude met de bouw van een kasteel in de polder Riederwaard. Door overstromingen raakte het in verval. In 1418 werd er begonnen met de restauratie van de resten en werden er muren opgetrokken. In datzelfde jaar, tijdens de Hoekse en Kabeljauwse twisten, werden de muren weer omgetrokken en verdwenen ze in de gracht. De Sint-Elisabethsvloed in 1421 overspoelde de ruïne en deze verdween in de modder. Door alle gebeurtenissen is het kasteel nooit voltooid en bewoond geweest.
Door speurwerk werden in 1968 sporen van het kasteel teruggevonden aan de Ringdijk. In 1969, heeft men de restanten van het Huys te Woude zo goed mogelijk gerestaureerd en weer zichtbaar gemaakt. Ook een deel van de oorspronkelijke bredere gracht kwam weer tevoorschijn.

## Boerderij Huis te Woude
Het boerderijcomplex aan de Benedenrijweg 67 heeft bijzondere monumentale waarden. De boerderij werd, na in 1947 te zijn afgebrand, weer in oorspronkelijke staat hersteld. Diverse eigenaren kwamen vanaf midden jaren negentig herhaaldelijk in botsing met het college en de gemeentelijke monumentencommissie. Een deel van de raampartijen, die in 1998 zonder toestemming werd aangebracht in het rieten dak, moest weer worden verwijderd. Ook de Rijksdienst voor Monumentenzorg greep toen in. In 2017 werd het complex teruggebracht naar de staat van 2001, omdat diverse verbouwingen niet volgens de vergunning zijn verlopen.

## Openbaar vervoer
Slikkerveer is door middel van streekbussen verbonden met Rotterdam en Ridderkerk. Het plan voor het doortrekken van een tramlijn vanuit Rotterdam, langs de zuidrand van Slikkerveer naar Ridderkerk heeft tot langdurige meningsverschillen in de gemeenteraad en in de samenleving geleid. Er is een actiegroep opgericht onder het motto Stop TramPlus.
De waterbus heeft in Slikkerveer een aanlegplaats voor de route 20 naar Rotterdam en Dordrecht v.v. en de route 6 (driehoeksveer) naar Kinderdijk en Krimpen aan de Lek v.v. Hier is ook een transferium ingericht.

## Geboren
- Willem Benjamin Smit (1860-1950), industrieel
- Cornelis Pot (1885-1977), ondernemer en uitvinder van het klavarskribo-muzieknotatiesysteem
- Jan Eijkelboom (1926-2008), journalist, dichter, schrijver en vertaler
- Henk Warnas (1943), voetballer
- Hanneke Roelofsen (1956), kunstenares
- Jos Wienen (1960), politicus
- Hubert Slings (1967), neerlandicus

Bolnes · Oostendam · Oude-Molen · Ridderkerk · Rijsoord · Slikkerveer · Strevelshoek · Wevershoek · Zwaantje · Zwet

Zuid-Holland: Steden en dorpen    Nederland: Provincies · Gemeenten